# Josep Maria Juncosa Panadés
Josep Maria Juncosa Panadés, més conegut professionalment com a Raül Abril (Porrera, el Priorat, 1911 - Madrid, 1969) fou un cantant català.
Quan tenia sis anys la seva família es traslladà a Tarragona. Estudià amb els germans de les Escoles Cristianes i cursà el magisteri a l'Escola Normal de Tarragona. Guanyà les oposicions al magisteri amb el número dos i ocupà plaça de mestre a Cervera.. Al col·legi La Salle debutà com a actor teatral, i destacà posteriorment com a galant a la companyia Teatro Ateneo. Els seus coneixements escènics l'ajudaren a triomfar com a cantant melòdic, activitat a la qual es veié obligat a dedicar-se en veure’s apartat de la docència.
Juncosa va començar cantant tangos, però l'any 1931 va esdevenir el cantant de l'Orquestra American Jazz. Mestre de professió, passada la guerra, soldat en el bàndol republicà, va perdre un dit en el front de Belchite i, després de la derrota, va patir presó i va ser depurat del seu lloc de mestre, per la qual cosa degué tornar a provar fortuna com a cantant en l'orquestra de Luis Duque, on va gravar els seus primers discos i va prendre el nom artístic de Raül Abril, amb el qual va ser conegut.. En aquest moment començà a cantar com a professional a Barcelo. Va continuar cantant a l'orquestra de jazz –que ara es deia Orquesta Bohemios– i com a vocalista a l'orquestra sabadellenca Els Fatxendes. En aquell moment era considerat el millor vocalista del país. L'any 1943 va crear la seva orquestra, que primer es va dir Melodians i, més tard, Raül Abril y su Orquesta. També va fer d'actor al film  Melodías prohibidas.
De veu agradable i acariciadora, encara que poc potent, es va especialitzar en boleros i en la dècada de 1940 va gravar més d'un centenar de cançons i va obtenir els seus majors èxits: “Tico-*tico”, “Sempre en el meu cor”, “Gelosia”, “La meva caravana”, “Les Rambles de Barcelona”, “La meva caseta de paper”, entre d'altres.
En 1950 es va instal·lar a Madrid i va continuar actuant amb la seva orquestra per Espanya, abans d'acceptar el treball de director artístic de la famosa sala de festes madrilenya Casablanca, càrrec que va exercir fins que va sofrir una apoplexia que li va paralitzar mig costat del cos poc abans de la seva mort.

## Obres
- Raúl Abril: homenatge dels tarragonings al seu idol musical de tots els temps, Madrid, EMI-Odeón, 1990.
- Raúl Abril, el crooner español de los años 40, Barcelona, Blue Moon, 2000.
- Raúl Abril. Vol. 1 (1942-1945), Madrid, Big Mad Music, 2000 (col. Los Orígenes del Pop en España).
- Raúl Abril. Vol. I1 (1942-1947),Madrid, Ventura Discos, 2002.

## Filmografia
- F. Gibert (dir.), Melodías prohibidas, 1942.